# Peseux
Peseux je bývalá samostatná obec v kantonu Neuchâtel na západě Švýcarska. Žije zde asi 5800 obyvatel. 
Dříve samostatná obec se k 1. lednu 2021 společně s obcemi Corcelles-Cormondrèche a Valangin sloučila s městem Neuchâtel.

## Geografie
Peseux leží v nadmořské výšce 543 m, vzdušnou čarou 3 km západně od centra hlavního města kantonu, Neuchâtelu. Obec se nachází na terase na jižním svahu Jury, v panoramatické poloze asi 120 metrů nad hladinou Neuchâtelského jezera.
Území bývalé obce o rozloze 3,4 km² zahrnovalo část na jižním svahu předního jurského masivu. Území obce se rozkládalo od terasy Peseux směrem na sever po zalesněném svahu (les Forêt de Peseux) až k antiklinále ohraničující údolí Val de Ruz na jihu. Na západě se území rozkládalo až k výšině Serroue (nejvyšší bod Peseux 805 m n. m.) a na východě částečně až k okraji soutěsky Seyon, průlomového údolí Seyon procházejícího řetězcem Jura. V roce 1997 bylo 27 % území obce pokryto zastavěnou plochou, 70 % lesy a lesními porosty a 3 % zemědělstvím.
Sousedními obcemi byly Milvignes, Corcelles-Cormondrèche, Val-de-Ruz, Valangin a město Neuchâtel.

## Historie

Letecký pohled (1926)

První zmínka o obci pochází z roku 1191 a nese název Pusus. V následujícím období se objevila řada dalších zápisů: Pusoz (1195), Posoys (1277), Poysous (1281), Pusue (1289), Pisuel (1356), Pisoul (1373), Pissuex (1403), Peseulx (1416), Puseux (1437), Pissouz (1439), Pusieux (1465) a nakonec v roce 1466 současný název. Název místa pravděpodobně pochází z latinského slova puteus (studna, cisterna).
Peseux bylo od 13. století pod svrchovaností hrabat z Neuchâtelu. Neuchâtel byl od roku 1648 knížectvím a od roku 1707 byl spojen personální unií s Pruským královstvím. V roce 1806 bylo území postoupeno Napoleonovi a v roce 1815 se v rámci Vídeňského kongresu stalo součástí Švýcarské konfederace, přičemž pruští králové zůstali až do roku 1848 (formálně do Neuchâtelské smlouvy z roku 1857) také knížaty Neuchâtelu. Obec patřila do roku 1848 k okrsku La Côte, poté k okresu Boudry.

## Obyvatelstvo
| Rok            | 1850 | 1900 | 1950 | 1960 | 1970 | 1980 | 1990 | 2000 |
| Počet obyvatel | 611  | 1344 | 3338 | 493  | 5578 | 5212 | 5139 | 5387 |

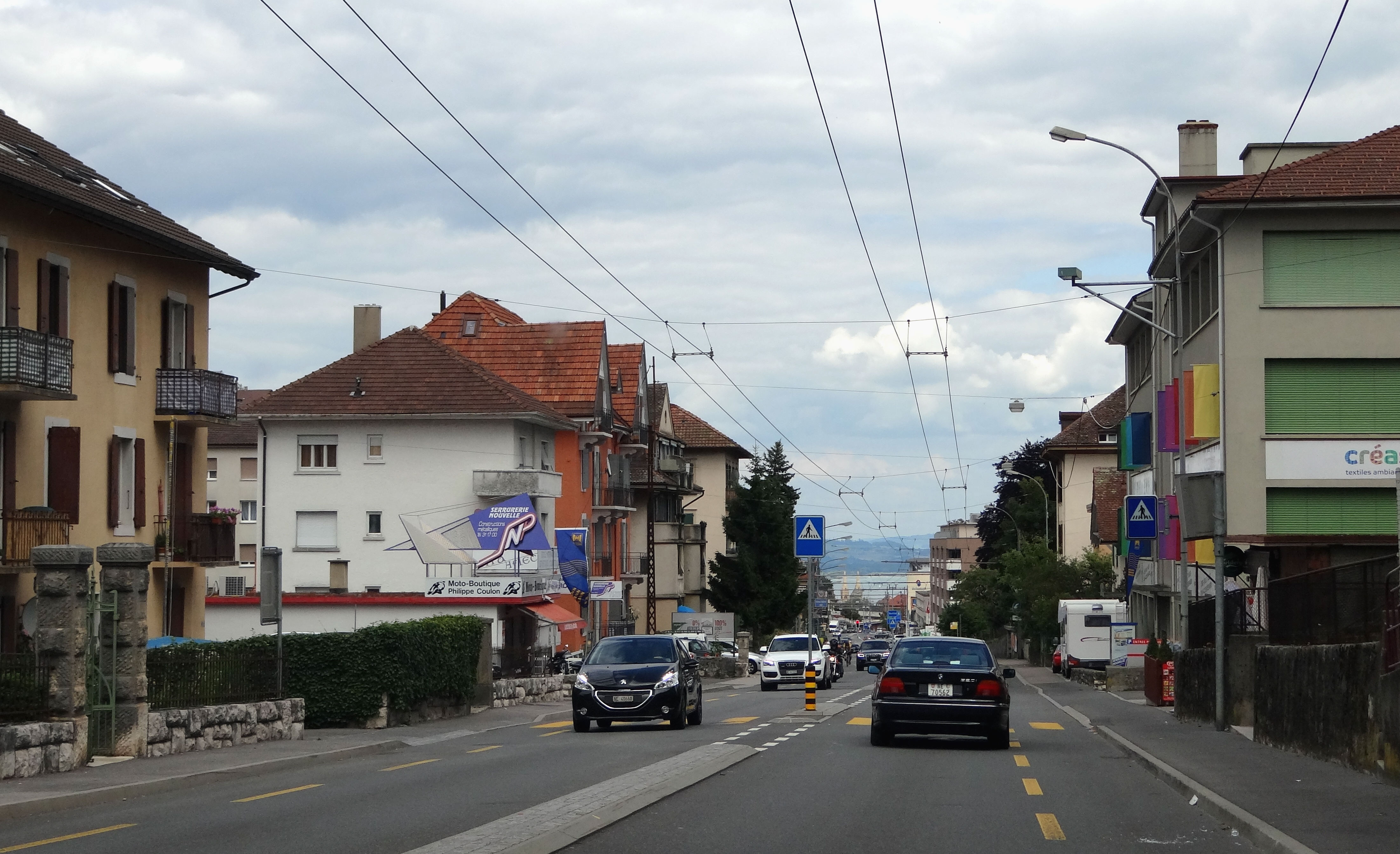
Centrum obce

Z celkového počtu obyvatel bylo 82,9 % francouzsky mluvících, 4,0 % italsky mluvících a 3,9 % německy mluvících (k roku 2000). Počet obyvatel Peseux prudce vzrostl zejména mezi lety 1900 a 1970. Poté byl po určitou dobu zaznamenán klesající trend. Od roku 1990 dochází opět k trvalému, ale pomalému růstu. Zástavba Peseux se plynule rozrostla společně se zástavbou Neuchâtelu a Corcelles-Cormondrèche.

## Hospodářství
Peseux bylo po dlouhou dobu tržním městem a vinařskou obcí. Dnes zde zemědělství a vinařství hrají jen okrajovou roli. Od druhé poloviny 18. století dochází k postupné industrializaci. Téměř celá nezalesněná oblast byla zastavěna. Nachází se zde řada malých a středních průmyslových podniků. Většina pracovní síly je však zaměstnána v sektoru služeb.

## Doprava
Obec má dobré dopravní spojení. Leží na hlavní silnici z Neuchâtelu do údolí Val de Travers a dále přes hraniční přechod Les Verrières do Pontarlier ve Francii. Dne 1. prosince 1859 byla slavnostně otevřena železniční trať Neuchâtel – La Chaux-de-Fonds se stanicí v Peseux. Síť městských linek společnosti Transports Publics Neuchâtelois, zejména trolejbusová linka č. 1 neuchâtelského trolejbusu a autobusová linka z Neuchâtelu přes Les Ponts-de-Martel do Le Locle, zajišťují místní spoje veřejné dopravy.